# Grasholz
Grasholz (veraltet auch: Graßholz, Grasholtz; dänisch: Græsholt; plattdeutsch: Grasholt) ist eine am Windebyer Noor gelegene Ortschaft in Schleswig-Holstein, die seit 1974 vollständig zu Eckernförde gehört.

## Geographische Lage und Ortsteile
Im Nordwesten der Stadt Eckernförde an der Bundesstraße 76 (B 76) in Richtung Schleswig und am Windebyer Noor gelegen, befinden sich zwei ineinander übergehende Eckernförder Stadtteile: der eine ist Grasholz, der andere Carlshöhe (Eckernförde). Grasholz ist der vom Stadtzentrum entferntere. Außer an Carlshöhe grenzt Grasholz an die Gemeinden Gammelby und Barkelsby sowie an die Exklave Schnaap des Eckernförder Stadtteils Borby. Ortsteile Grasholzes sind neben Grasholz selbst Sophienruh (dän.: Sofiero) und der südliche Teil von Flintberg (dän.: Flintbjerg, plattdt.: Flintbarg) – der nördliche Teil gehört weiterhin zur Gemeinde Gammelby.

## Bebauung
In Grasholz befindet sich die Preußer-Kaserne, in ihr war seit 1974 das Flugabwehrraketenbataillon 39 untergebracht. Inzwischen beherbergt sie u. a. Dienststellen des Seebataillons und der Küsteneinsatzkompanie. Die angrenzende ehemalige Kaserne Carlshöhe befand sich bereits im benachbarten gleichnamigen Stadtteil. Grasholz verfügt über ein Gewerbegebiet (Gewerbe- und Industriegebiet Grasholz). Das Wohngebiet in Grasholz soll erweitert werden. Auf dem Gelände und des ehemaligen Wirtshauses ist heute die Evangelische Freikirche Eckernförde zu finden.

## Verkehr
Die heutige Bundesstraße 76 (B 76) wurde 1842 als Staatschaussee ausgebaut. Grasholz war Standort eines Schlagbaumhauses, an dem das sogenannte Chausseegeld kassiert wurde. Die Schranke wurde erst nach Bezahlung geöffnet. Grasholz ist Endhaltestelle der örtlichen Buslinie 1 und war dies übrigens auch schon vor Eingemeindung. Am Windebyer Noor gab es von 1904 bis 1954 direkt an der Grenze zwischen Grasholz und Carlshöhe eine Eisenbahnhaltestelle der Eckernförder-Kreisbahnen-Strecke Eckernförde-Owschlag mit mehrfach geänderten Namen: der Haltepunkt hieß von 1904 bis 1925 Graßholz, von 1925 bis 1935 Carlshöhe, von 1935 bis 1944 Kaserne und von 1944 bis 1954 wieder Carlshöhe.

## Geschichte
Grasholz gehörte ursprünglich bis 1637 zu Eckernförde, wurde von den Herren von Saxtorf genommen und kam danach zum Gut Rögen. Bis 1797 war das Gut Rögen ein Meierhof des Gutes Saxtorf. Am 1. Januar 1974 wurde der Gemeindeteil Grasholz mit seinerzeit mehr als 70 Einwohnern aus der Gemeinde Gammelby, der Grasholz zuvor angehörte, ausgegliedert und wieder in die Stadt Eckernförde eingemeindet. Katastermäßig gehört Grasholz weiterhin zur Gemarkung Gammelby.
Die Baugeschichte Grasholzes begann mit der Gaststätte Grasholz und deren drei Nebengebäude. Sie lässt sich bis ins Jahr 1774 rückverfolgen, als der Gastwirt und „Herbergierer“ Balthasar Baasch sie aufführen ließ. In jener Zeit führte die Landstraße nach Schleswig noch an der Nordseite der Gastwirtschaft vorbei und nicht – wie ab etwa 1842 – auf der Südseite. Am 3. Januar 1778 wurde der zunächst mit Detlev von Ahlefeld, dem Gutsherrn von Saxtorf, geschlossene Zeitpachtvertrag in einen Erbpachtvertrag umgewandelt. Das Pachtareal umfasste den Gesamtbereich südlich der alten Landstraßentrasse zwischen den Grenzen von Schnaap und Eckernförde und dem Windebyer Noor, zusätzlich zwei Koppeln nördlich der alten Trasse. 2001 wurde das über 200 Jahre alte Wirtsgebäude abgerissen; die Geschichte des Bauwerks als Gaststätte endete schon rund zehn Jahre früher: der letzte Nachfolger von Balthasar Baasch als Kröger hieß Udo Sick.

## Sonstiges
Bis heute hat sich in Eckernförde die Formulierung, jemand arbeite, lebe, wohne usw. auf (statt: in) Grasholz oder Carlshöhe, gehalten – sie ist wohl dem Umstand geschuldet, dass es vom Stadtzentrum zu den beiden Orten bergan geht.
Die neuen Entwässerungsgräben im Gewerbegebiet wurden öffentlich kritisiert, weil diese eine tödliche Falle für Amphibien darstellen.
Der Maler Hans Friedrich Baasch kam in Grasholz auf die Welt.